# Lanzac
Lanzac (en francès Lanzac) és un municipi francès situat al departament de l'Òlt i a la regió d'Occitània.

## Demografia
| 1962                                       | 1968 | 1975 | 1982 | 1990 | 1999 | 2006 |
| ------------------------------------------ | ---- | ---- | ---- | ---- | ---- | ---- |
| 332                                        | 335  | 345  | 449  | 505  | 484  | 558  |
| Des de 1962: població sense dobles comptes |      |      |      |      |      |      |

## Administració
| Període | Identitat     | Partit |
| ------- | ------------- | ------ |
| 2001-   | Serge Doumerc |        |